# Reacher
Reacher és una sèrie de televisió d'acció nord-americana desenvolupada per Nick Santora per a Amazon Prime Video. Basat en la sèrie de llibres Jack Reacher de Lee Child, és protagonitzat per Alan Ritchson com el personatge principal, un vagabund autoproclamat i antic policia militar de l'exèrcit dels Estats Units amb una força, intel·lecte i habilitats formidables. Durant els seus viatges, Reacher es creua amb perillosos criminals i es veu obligat a lluitar.
La primera temporada de Reacher es va basar en Killing Floor, la novel·la debut de Child de 1997, i es va estrenar el 4 de febrer de 2022. La segona temporada, basada en Bad Luck and Trouble (2007). A principis de desembre de 2023, l'estrella de la sèrie, Alan Ritchson, va revelar que havia començat el rodatge d'una tercera temporada, basada en la novel·la de 2003 Persuader. Ha estat subtitulada al català.

## Repartiment
- Alan Ritchson com a Jack Reacher: Excomandant condecorat de la Policia Militar de l'Exèrcit dels EUA.
- Malcolm Goodwin com Oscar Finlay (temporada 1; convidat temporada 2): Capità de Policia i Cap detectiu de Margrave, anteriorment detectiu a Boston.
- Willa Fitzgerald com Roscoe Conklin (temporada 1): Oficial de policia de Margrave que s'uneix a Reacher i Finlay en la seva investigació.
- Chris Webster com a KJ Kliner (temporada 1): Fill consentit de Kliner Sr. que assisteix en l'operació criminal del seu pare.
- Bruce McGill com Grover Teale (temporada 1): Alcalde de Margrave, polític corrupte aliat amb la família Kliner.
- Maria Sten com a Frances Neagley: Exsargento Major de l'exèrcit i professional de seguretat corporativa que va servir a l'exèrcit amb Reacher.
- Serinda Swan com a Karla Dixon (temporada 2): Membre de l'antiga unitat de Reacher on va treballar com a comptadora forense en gestió de riscos corporatius.
- Shaun Sipos com David O'Donnell (temporada 2): Excol·lega de l'exèrcit de Reacher, ara és un advocat amb família.
- Ferdinand Kingsley com A.M. (temporada 2): Mercenari experimentat que viatja sota múltiples identitats.
- Robert Patrick com Shane Langston (temporada 2): Exdetectiu de la policia de Nova York que ara és cap de seguretat per a un contractista de defensa privat.

## Producció
Per a la filmació de la sèrie es va construir un paisatge urbà temporal a North Pickering, Ontario. Tota la ciutat fictícia de Margrave es va construir des de zero en un camp agrícola arrendat. Altres zones de rodatge van ser Toronto, Port Perry i Pickering. El rodatge principal de la primera temporada va tenir lloc entre el 15 d'abril i el 30 de juliol de 2021, a Toronto. Durant el rodatge, Ritchson es va trencar un os de l'espatlla que va requerir cirurgia i es va esquinçar un múscul oblic durant una escena de lluita.